# Awake: The Best of Live
Awake: The Best of Live – siódmy album amerykańskiej grupy rockowej Live. Wydany został 2 listopada 2004 roku. Album ten jest kompilacją zawierającą utwory nagrane od 1991 roku (album Mental Jewelry) poprzez kolejne aż do wydanego w 2003 roku Birds of Pray włącznie.
Na płycie znalazło się w sumie 19 utworów. Ponadto ukazało się specjalne wydanie zawierające DVD, na którym znaleźć można 22 teledyski, a także 30-minutowy wywiad z Edem Kowalczykiem. Album został wydany w wersjach na rynek amerykański, europejski i australijski. Wydania dla poszczególnych kontynentów nieznacznie różnią się zamieszczonymi utworami oraz ich kolejnością. Na okładce znalazł się kadr z teledysku do piosenki Lightning Crashes.

## Notowania
| Lista             | Kraj              | Pozycja |
| ----------------- | ----------------- | ------- |
| ARIA Charts       | Australia         | 1       |
| Billboard 200     | Stany Zjednoczone | 65      |
| Sverigetopplistan | Szwecja           | 45      |
| Ultratop 50       | Belgia            | 14      |
| RIANZ             | Nowa Zelandia     | 1       |
| VG-Lista          | Norwegia          | 2       |

## Lista utworów
Opracowano na podstawie materiału źródłowego.
| Wydanie amerykańskie |
| --- |
| 1. "Operation Spirit (The Tyranny of Tradition)" – 3:18 2. "Pain Lies on the Riverside" (New Edit) – 4:32 3. "The Beauty of Gray" – 4:12 4. "Selling the Drama" – 3:25 5. "I Alone" (New Edit) – 3:40 6. "Lightning Crashes" – 5:24 7. "All Over You" – 3:57 8. "Pillar of Davidson" (New Edit) – 4:23 9. "We Deal in Dreams" – 3:55 10. "Lakini's Juice" (New Edit) – 4:49 11. "Turn My Head" – 3:55 12. "The Dolphin's Cry" (New Edit) – 4:19 13. "Run to the Water" – 4:26 14. "Dance with You" – 4:36 15. "Overcome" – 4:15 16. "Nobody Knows" – 4:27 17. "Heaven" – 3:46 18. "Run Away" (oraz Shelby Lynne) – 3:27 19. "I Walk the Line" (cover Johnny'ego Casha) – 3:03 |

| Wydanie europejskie |
| --- |
| 1. "Operation Spirit (The Tyranny of Tradition)" – 3:18 2. "The Beauty of Gray" – 4:12 3. "Selling the Drama" – 3:25 4. "I Alone" – 3:40 5. "Lightning Crashes" – 5:24 6. "All Over You" – 3:57 7. "We Deal In Dreams" – 3:55 8. "Lakini's Juice" – 4:49 9. "Turn My Head" – 3:55 10. "The Dolphin's Cry" – 4:19 11. "Run to the Water" – 3:26 12. "They Stood Up For Love" – 4:19 13. "The Distance" – 4:42 14. "Dance With You" – 4:36 15. "Overcome" – 4:15 16. "Nobody Knows" – 4:27 17. "Heaven" – 3:46 18. "Run Away" (oraz Shelby Lynne) – 3:27 19. "I Walk the Line" (cover Johnny'ego Casha) – 3:03 |

| Wydanie australijskie |
| --- |
| 1. "Operation Spirit (The Tyranny Of Tradition)" – 3:19 2. "The Beauty Of Gray" – 4:12 3. "Selling The Drama" – 3:25 4. "I Alone" – 3:40 5. "Lightning Crashes" – 5:24 6. "All Over You" – 3:57 7. "We Deal In Dreams" – 3:55 8. "Lakini's Juice" – 4:49 9. "Turn My Head" – 3:55 10. "Rattlesnake" – 4:52 11. "The Dolphin's Cry" – 4:19 12. "Run To The Water" – 4:27 13. "They Stood Up For Love" – 4:35 14. "Dance With You" – 4:36 15. "Overcome" – 4:15 16. "Nobody Knows" – 4:27 17. "Heaven" – 3:46 18. "Run Away" (oraz Shelby Lynne) – 3:27 19. "I Walk The Line" (cover Johnny'ego Casha) - 3:03 |

| DVD |
| --- |
| 1. "Operation Spirit" 2. "Operation Spirit" (live) 3. "Pain Lies on the Riverside" 4. "Pain Lies on the Riverside" (live) 5. "Selling the Drama" 6. "I Alone" 7. "Lightning Crashes" 8. "White, Discussion" 9. "Lakini's Juice" 10. "Freaks" 11. "Turn My Head" (reżyseria: Jake Scott) 12. "Turn My Head" (reżyseria: Mary Lambert) 13. "Ghost" 14. "The Dolphin's Cry" 15. "Run to the Water" 16. "They Stood Up for Love" 17. "Overcome" 18. "Simple Creed" 19. "Like a Soldier" 20. "Heaven" (live at Vorst National, Brussels) 21. "Heaven" (concept version) 22. "Run Away" (oraz Shelby Lynne) 23. Interview with Ed Kowalczyk |